# Маунтінейр
Маунтінейр (англ. Mountainaire) — переписна місцевість (CDP) в США, в окрузі Коконіно штату Аризона. Населення — 1068 осіб (2020).

## Географія
Маунтінейр розташований за координатами 35°5′38″ пн. ш. 111°38′43″ зх. д. / 35.09389° пн. ш. 111.64528° зх. д. (35.093767, -111.645195). За даними Бюро перепису населення США в 2010 році переписна місцевість мала площу 26,41 км², з яких 26,41 км² — суходіл та 0,01 км² — водойми.

## Демографія
Згідно з переписом 2010 року, у переписній місцевості мешкало 1119 осіб у 486 домогосподарствах у складі 287 родин. Густота населення становила 42 особи/км². Було 621 помешкання (24/км²).
Расовий склад населення:
| - 90,0 % — білих - 3,2 % — корінних американців - 0,9 % — чорних або афроамериканців - 0,4 % — азіатів - 2,1 % — осіб інших рас |

До двох чи більше рас належало 3,3 %. Частка іспаномовних становила 8,0 % від усіх жителів.
За віковим діапазоном населення розподілялося таким чином: 21,4 % — особи молодші 18 років, 73,3 % — особи у віці 18—64 років, 5,3 % — особи у віці 65 років та старші. Медіана віку мешканця становила 37,3 року. На 100 осіб жіночої статі у переписній місцевості припадало 98,1 чоловіків; на 100 жінок у віці від 18 років та старших — 96,6 чоловіків також старших 18 років.
Середній дохід на одне домашнє господарство становив 73 584 долари США (медіана — 57 273), а середній дохід на одну сім'ю — 80 244 долари (медіана — 68 651). Медіана доходів становила 70 152 долари для чоловіків та 29 890 доларів для жінок. За межею бідності перебувало 4,0 % осіб, у тому числі 8,6 % дітей у віці до 18 років та 0,0 % осіб у віці 65 років та старших.
Цивільне працевлаштоване населення становило 626 осіб. Основні галузі зайнятості: публічна адміністрація — 19,5 %, освіта, охорона здоров'я та соціальна допомога — 18,7 %, фінанси, страхування та нерухомість — 13,1 %, роздрібна торгівля — 9,7 %.